# Mykotoxin
Mykotoxiner (eller mögelgifter) är giftiga sekundära metaboliter som bildas av olika mögelsvampar som växer på livsmedel och annat organiskt material. Intag av dessa ämnen kan ge skador på de inre organen hos djur och människor. De former av mykotoxiner som kan påträffas i Sverige är aflatoxiner, som kan finnas i bland annat ris och jordnötter, samt ochratoxin A, alkaloiderna i mjöldryga och Fusarium-mykotoxiner i spannmål.
Ordet mykotoxiner härstammar från grekiska mykes, svamp och toxikon, gift.
Två grupper av mögelsvampar, så kallade fältsvampar och lagersvampar producerar mykotoxiner som kan finnas i livsmedel och foder. Fältsvampar som till exempel fusarium producerar mykotoxiner i grödor på fält och även i grödan vid skörd. Aspergillus och penicillium är exempel på lagersvampar som producerar mykotoxiner i det lagrade skörden. Mykotoxiner som produceras från dessa mögelsvampar har olika egenskaper och toxicitetsnivåer.

## Exempel på några viktiga mykotoxiner
Några viktiga mykotoxiner från fusarium är Deoxynivalenol som också kallas vomitoxin eller DON-Zearalenones som också kallas ZEA-Fumonisiner och Trichotheciner. Några viktiga mykotoxiner från asperillus och penicillium är aflatoxiner och ochratoxiner.
Deoxynivalenol eller DON är mykotoxiner som produceras av svampen Fusarium graminearum och Fusarium culmorum. Svamparna kan överleva på skörderester i marken och på markytan samt på utsädet. Under gynnsamma förhållanden kan de infektera nya grödor med hjälp av vind eller regnstänk. Båda svamparna orsakar axfusarios på vete och korn samt kolvfusarios på majs. Mykotoxinet kan påverka hälsan hos både människor och djur där de främsta symptomen är kräkningssyndrom. Vetenskapliga studier visar att svin är mest utsatta för DON.
Zearalenon eller ZEA är andra varianter mykotoxiner som i likhet med DON produceras av svamparna Fusarium graminearum och Fusarium culmorum. ZEA kan finnas samtidigt med DON och det beror på att Fusarium graminearum och Fusarium culmorum kan producera båda mykotoxinerna. ZEA kan orsaka axfusarios på vete och korn samt kolvfusarios på majs precis som DON. ZEA kan binda på östrogena receptorer och orsaka hormonstörningar hos svin.
Fumonisiner produceras av svamparna Fusarium verticillioides och Fusarium proliferatum samt Fusarium monifliforme. Fumonisiner bildas av svampar som orsakar kolvfusarios som kan infektera 90% av grödorna på ett majsfält. Fumonisiner kan finnas på kärnor utan att visa tecken på sjukdom på majskolven. Mykotoxinet kan påverka hälsan hos både människor och djur. Hos hästar kan den orsaka leukoencephalomalacia (en hjärnsjukdom hos hästar) och hos svin kan den orsaka lungödem. Hos människor kan fumonisiner vara en bidragande effekt av cancerutbrott.
Trichotecener eller T-2 toxin är en stor grupp mykotoxiner, mer än 100 olika varianter som produceras av svampen Fusarium sporotrichioides. Det finns två typer av trichotecener, typ A trichotecener samt typ B trichotecener och både kännetecknas med att de inte är makrocykler vilket innebär att de har mindre än 12 ledad ring i sitt kemisk struktur. Deoxynivalenol tillhör typ B trichotecener och T-2 toxiner tillhör typ A trichotecener. T-2 toxiner kan infektera majs, vete, korn, havre och råg.  Människor och djur kan drabbas av T-2 toxiner där svin är mest känsliga. Toxinet kan hämma proteinsyntes i celler vilket i sin tur hämmar celltillväxt. Ett följdproblem till detta blir att hormoner och antikroppar minskar i antal vilket försämrar hälsan hos värden.
Aflatoxiner är mykotoxiner som produceras av Aspergillus flavus eller Aspergillus parasiticus . Svampen sprids med hjälp av insekter och har förmåga att gro på groende majs plantor eller lagrad majsskörd. Mykotoxiner som produceras av denna svamp kan orsaka sjukdomar hos människor och djur. Om toxinet hamnar i en organism såsom mjölkande kor, svin eller värphöns finns en risk att den återfinns i mjölken, köttet eller äggen och fortfarande vara giftig vid konsumtion. Aflatoxiner kan orsaka levercancer hos djur och kan vara en bidragande effekt till mänsklig levercancer.
Ochratoxiner produceras av svamparna Aspergillus ochraceus och Penicillium verrucosum. Dessa mykotoxiner förekommer mest i druvor. Ochratoxiner kan orsaka njursjukdomar hos människor. 

## Viktiga åtgärder mot skadegörare som producerar mykotoxiner
Det är mycket viktigt att lantbrukaren följer Bekämpningsrekommendationer från nationella myndigheter och andra internationella organisationer inom jordbrukssektorn. I Sverige är det jordbruksverket, livsmedelsverket, SVA (statens veterinärmedicinska anstalt) med mera. Internationellt finns till exempel IPM (integrerat växtskydd) från Europeiska unionen. Lokalt behöver lantbrukaren agera på ett förebyggande sätt och i samråd med en rådgivare. I förebyggande åtgärder ingår till exempel en bra jordbearbetning, en bra växtföljd med olika sorter av grödor på fälten, ett bra samarbete med närliggande brukare och en optimal lagringsanläggning. För att förbättra lagringskvalitén måste lantbrukaren se till att skörden har rätt fukthalter i samband med lagringen, för till exempel spannmål behöver skörden ha en fukthalt på mellan 13,0 och 13,2 %. I övrigt är det viktigt att lantbrukare agerar vid rätt tid och rätt plats eftersom det inte går att bekämpa mykotoxiner utan organismer som producerar dessa toxiner. 